# Legends Never Die (Against the Current)
Legends Never Die è un singolo del gruppo musicale statunitense Against the Current, pubblicato il 24 settembre 2017 come canzone in esclusiva per il Campionato mondiale di League of Legends; la canzone è stata pubblicata sul canale YouTube di Riot Games. Il 4 novembre 2017 la band si è esibita dal vivo nelle cerimonia di apertura e di chiusura dei mondiali.
Alan Walker ha creato un remix del brano.

## Video musicale
Il 18 ottobre 2017 un videoclip ufficiale è stato pubblicato sul canale YouTube di League of Legends.

## Tracce
Download digitale
1. Legends Never Die – 3:55

Download digitale – Remix
1. Legends Never Die (Alan Walker remix) – 2:47

## Formazione
- Chrissy Costanza – voce solista
- Daniel Gow – chitarra, cori
- William Ferri – batteria, cori